# Xysticus ryukyuensis
Xysticus ryukyuensis là một loài nhện trong họ Thomisidae.
Loài này thuộc chi Xysticus. Xysticus ryukyuensis được Hirotsugu Ono miêu tả năm 2002.